# Giải bóng đá Vô địch Quốc gia 2007
Giải bóng đá Vô địch Quốc gia 2007, tên gọi chính thức là Giải bóng đá Vô địch Quốc gia Petro Vietnam Gas 2007 hay Petro Vietnam Gas V-League 2007 vì lý do tài trợ, là mùa giải thứ 24 và là mùa giải chuyên nghiệp thứ 7 của Giải bóng đá Vô địch Quốc gia. Giải đấu khởi tranh vào ngày 3 tháng 3 và kết thúc vào ngày 23 tháng 9 năm 2007 với 14 câu lạc bộ tham dự. Đây là năm đầu tiên Tổng công ty Dầu khí Việt Nam trở thành nhà tài trợ chính của giải đấu.

## Thay đổi trước mùa giải

### Bản quyền truyền hình
Năm thứ hai liên tiếp, giải bóng đá vô địch quốc gia bán được bản quyền truyền hình cho VTV với giá 30 triệu đồng một trận (cao hơn mùa giải trước 5 triệu đồng).

### Lịch thi đấu
Lần đầu tiên, một số trận đấu bắt đầu lúc 19h30 hoặc 20h; một vòng đấu sẽ diễn ra cả hai ngày thứ bảy và Chủ nhật  Lưu trữ ngày 17 tháng 1 năm 2007 tại Wayback Machine.

### Giải thưởng
Đội vô địch được thưởng 700 triệu đồng, đội hạng nhì và ba lần lượt được nhận 350 và 150 triệu. Các giải phong cách và giải cầu thủ xuất sắc nhất sẽ được thưởng 50 triệu và 10 triệu.

## Các đội bóng

### Đổi tên
| Tên cũ                   | Tên mới                            | Ngày thay đổi  |
| ------------------------ | ---------------------------------- | -------------- |
| Bình Dương               | Becamex Bình Dương                 | Trước mùa giải |
| Gạch Đồng Tâm Long An    | Đồng Tâm Long An                   | Trước mùa giải |
| Gạch men Mikado Nam Định | Đạm Phú Mỹ Nam Định                | Trước mùa giải |
| Pjico Sông Lam Nghệ An   | Tài chính Dầu khí Sông Lam Nghệ An | Trước mùa giải |

### Cầu thủ nước ngoài
Mỗi đội được đăng kí 5 cầu thủ nước ngoài, nhưng chỉ được sử dụng tối đa 3 cầu thủ nước ngoài cùng lúc trên sân. 
| Câu lạc bộ                 | Cầu thủ 1                   | Cầu thủ 2                     | Cầu thủ 3               | Cầu thủ 4                   | Cầu thủ 5                 | Cầu thủ cũ                                            |
| -------------------------- | --------------------------- | ----------------------------- | ----------------------- | --------------------------- | ------------------------- | ----------------------------------------------------- |
| Becamex Bình Dương         | Amaobi                      | Kesley Alves                  | Robson D. De Lima       | Peart Joevannie             | Kubheka Philani           | Diego Fabian Molazes Obimikel John Simioni            |
| Boss Bình Định             | Nirut Surasiang             | Bruno De Souza Barbosa        | Aniekan                 | Sarayoot Chaikamdee         | Washington Luis Batista   |                                                       |
| Thép miền Nam cảng Sài Gòn | Elenildo De Jesus           | Helio Da Silva Assis          | Anderson Silva          | Kléber                      | Joao Paulo Da Silva Neto  | Niweat Siriwong                                       |
| SHB Đà Nẵng                | Almeida                     | Rogerio M. Pereira            | Bernard Achaw           | Fladimir Da Cruz Freitas    | Agustin Ricardo Machado   | Gravano Eduardo Carlos Marcos Jeferson Valentim       |
| Hà Nội ACB                 | Charles Livingstone Mbabazi | Hassan Koeman Sesay           | Pasafa Mustafa Sama     | Umaru Rahman                | Enock Bentil              | Jonathan Gamin Moeller Benitez Cristian Ramon         |
| Huda Huế                   | Uzoehere Basden Wilcox      | Ulrich Munze                  | Andrew Opara            | Marcelo Barbieri            | Oyebola Abiodun Folorunso | Alfa Potowabawi Lukungu Waiwa Roy Flavio Dasilva Cruz |
| Hòa Phát Hà Nội            | Jucelio Da Silva            | Williams Santos               | Leandro Teófilo         | Padinha                     | Gatera Alphonse           | Theophilus Esele                                      |
| Hoàng Anh Gia Lai          | Datsakorn Thonglao          | Sakda Joemdee                 | Agostinho               | Eduardo Barboza Quintanllha | Kone Mohamed              | Yaw Preko Djidja Gierre Douhou Sey                    |
| Khatoco Khánh Hòa          | Emanuel Bentil              | Nouhoum Moutawakil            | Mustapha Essuman        | Issfu Anssah                | Jonathan Quartey          | Teslim Babatunde Fatusi                               |
| Đồng Tâm Long An           | Tshamala A. Kabanga         | Ronald Martins                | Tostao Kwashi           | Antonio Carlos              | Fabio Santos              | Cleber Roberto Marque De Lima                         |
| Đạm Phú Mĩ Nam Định        | Eric H Muranda              | Emmanuel Onyeji Ejike         | Ajoku Darlington Obinna | Alain Njoh Njoh Mpondo      | Micheal Odibe Chukwunwike | Bliba Iliya                                           |
| Sông Lam Nghệ An           | Shamo Abbey                 | Vandinei Dos Santos           | W.Oliveira              | Rodrigo Toledo              | Abidoye                   | Cesar Nunes Dos Santos Servais Rob Johannes Marria    |
| Halida Thanh Hóa           | Lawrence Kizito             | Mykola Oleksandrovych Lytovka | Wandwsi Rodgers         | Inerepamo.A. Amakuro        | Lamin Massaquoi           | Tchouassi Roger Serges                                |
| Đồng Tháp                  | Bosango Mputu Fudje Albert  | Jamie Phoenix                 | Maxwell Eyerakpo        | Ochai Agbaji                | Gnatenko Oleksandr        | Nathan Andrew Moulds Viatcheslav Melnikov             |

## Bảng xếp hạng
| VT | Đội                                | ST | T  | H  | B  | BT | BB | HS  | Đ  | Thăng hạng hoặc xuống hạng        |
| -- | ---------------------------------- | -- | -- | -- | -- | -- | -- | --- | -- | --------------------------------- |
| 1  | Becamex Bình Dương (C)             | 26 | 16 | 7  | 3  | 42 | 22 | +20 | 55 | Tham dự AFC Champions League 2008 |
| 2  | Đồng Tâm Long An                   | 26 | 12 | 8  | 6  | 46 | 31 | +15 | 44 |                                   |
| 3  | Hoàng Anh Gia Lai                  | 26 | 12 | 5  | 9  | 40 | 33 | +7  | 41 |                                   |
| 4  | Đạm Phú Mỹ Nam Định (Q, N)         | 26 | 10 | 8  | 8  | 35 | 31 | +4  | 38 | Tham dự AFC Champions League 2008 |
| 5  | Đà Nẵng                            | 26 | 9  | 10 | 7  | 33 | 28 | +5  | 37 |                                   |
| 6  | Pisico Bình Định                   | 26 | 10 | 6  | 10 | 34 | 36 | −2  | 36 |                                   |
| 7  | Tài chính Dầu khí Sông Lam Nghệ An | 26 | 8  | 11 | 7  | 38 | 35 | +3  | 35 |                                   |
| 8  | Thép Miền Nam Cảng Sài Gòn         | 26 | 8  | 10 | 8  | 41 | 40 | +1  | 34 |                                   |
| 9  | Halida Thanh Hóa                   | 26 | 8  | 10 | 8  | 27 | 30 | −3  | 34 |                                   |
| 10 | Khatoco Khánh Hòa                  | 26 | 10 | 4  | 12 | 30 | 31 | −1  | 34 |                                   |
| 11 | Hà Nội ACB                         | 26 | 8  | 7  | 11 | 30 | 36 | −6  | 31 |                                   |
| 12 | Hòa Phát Hà Nội (O)                | 26 | 7  | 9  | 10 | 31 | 41 | −10 | 30 | Thi đấu trận Play-off trụ hạng    |
| 13 | Huda Huế (R)                       | 26 | 4  | 8  | 14 | 25 | 44 | −19 | 20 | Xuống thi đấu V.League 2 2008     |
| 14 | Đồng Tháp (R)                      | 26 | 3  | 11 | 12 | 21 | 35 | −14 | 20 | Xuống thi đấu V.League 2 2008     |

1. ↑  Đạm Phú Mỹ Nam Định giành quyền tham dự AFC Champions League 2008 với tư cách là đội vô địch Cúp Quốc gia 2007.
2. 1 2 3  Điểm đối đầu: Thép Miền Nam Cảng Sài Gòn 8, Halida Thanh Hóa 5, Khatoco Khánh Hòa 2.
3. 1 2  Kết quả đối đầu: Huda Huế 1–1 Đồng Tháp, Đồng Tháp 2–2 Huda Huế; Huda Huế xếp trên nhờ số bàn thắng sân khách đối đầu.

## Lịch thi đấu và kết quả
| Lượt đi    | Lượt đi      | Lượt đi | Trận                    | Trận | Trận                    | Lượt về | Lượt về      | Lượt về    |
| ---------- | ------------ | ------- | ----------------------- | ---- | ----------------------- | ------- | ------------ | ---------- |
| Ngày       | Sân          | Tỷ số   | Đội                     |      | Đội                     | Tỷ số   | Sân          | Ngày       |
| 3 tháng 3  | Hàng Đẫy     | 1-0     | Hòa Phát Hà Nội         | -    | Hà Nội - ACB            | 2-2     | Hàng Đẫy     | 9 tháng 6  |
| 3 tháng 3  | Long An      | 1-0     | Đồng Tâm Long An        | -    | Huda Huế                | 4-1     | Tự Do        | 10 tháng 6 |
| 4 tháng 3  | Cao Lãnh     | 0-1     | Đồng Tháp               | -    | Becamex Bình Dương      | 0-2     | Bình Dương   | 10 tháng 6 |
| 4 tháng 3  | Quy Nhơn     | 0-2     | Pisico - Bình Định      | -    | Hoàng Anh Gia Lai       | 1-4     | Pleiku       | 10 tháng 6 |
| 4 tháng 3  | Nha Trang    | 1-1     | Khatoco Khánh Hòa       | -    | Halida Thanh Hóa        | 1-2     | Thanh Hóa    | 10 tháng 6 |
| 4 tháng 3  | Thiên Trường | 2-2     | Đạm Phú Mỹ Nam Định     | -    | TCDK - Sông Lam Nghệ An | 0-1     | Vinh         | 10 tháng 6 |
| 4 tháng 3  | Chi Lăng     | 1-0     | Đà Nẵng                 | -    | TMN. Cảng Sài Gòn       | 2-1     | Quân khu 7   | 10 tháng 6 |
| 10 tháng 3 | Thanh Hóa    | 1-1     | Halida Thanh Hóa        | -    | Đồng Tháp               | 0-0     | Cao Lãnh     | 16 tháng 6 |
| 10 tháng 3 | Tự Do        | 0-0     | Huda Huế                | -    | Đà Nẵng                 | 0-4     | Chi Lăng     | 16 tháng 6 |
| 10 tháng 3 | Bình Dương   | 1-0     | Becamex Bình Dương      | -    | Hà Nội - ACB            | 2-1     | Hàng Đẫy     | 17 tháng 6 |
| 10 tháng 3 | Pleiku       | 0-1     | Hoàng Anh Gia Lai       | -    | Đạm Phú Mỹ Nam Định     | 2-2     | Thiên Trường | 17 tháng 6 |
| 10 tháng 3 | Vinh         | 2-1     | TCDK - Sông Lam Nghệ An | -    | TMN. Cảng Sài Gòn       | 0-1     | Quân khu 7   | 17 tháng 6 |
| 11 tháng 3 | Hàng Đẫy     | 1-1     | Hòa Phát Hà Nội         | -    | Pisico - Bình Định      | 2-3     | Quy Nhơn     | 17 tháng 6 |
| 11 tháng 3 | Long An      | 3-1     | Đồng Tâm Long An        | -    | Khatoco Khánh Hòa       | 1-2     | Nha Trang    | 17 tháng 6 |
| 17 tháng 3 | Thiên Trường | 1-1     | Đạm Phú Mỹ Nam Định     | -    | Hòa Phát Hà Nội         | 2-0     | Hàng Đẫy     | 28 tháng 7 |
| 18 tháng 3 | Hàng Đẫy     | 0-2     | Hà Nội - ACB            | -    | Pisico - Bình Định      | 0-2     | Quy Nhơn     | 28 tháng 7 |
| 18 tháng 3 | Pleiku       | 2-0     | Hoàng Anh Gia Lai       | -    | TMN. Cảng Sài Gòn       | 2-2     | Quân khu 7   | 28 tháng 7 |
| 18 tháng 3 | Cao Lãnh     | 0-0     | Đồng Tháp               | -    | Đồng Tâm Long An        | 2-2     | Long An      | 28 tháng 7 |
| 18 tháng 3 | Nha Trang    | 2-1     | Khatoco Khánh Hòa       | -    | Đà Nẵng                 | 1-0     | Chi Lăng     | 28 tháng 7 |
| 18 tháng 3 | Vinh         | 2-3     | TCDK - Sông Lam Nghệ An | -    | Huda Huế                | 1-1     | Tự Do        | 28 tháng 7 |
| 18 tháng 3 | Thanh Hóa    | 0-0     | Halida Thanh Hóa        | -    | Becamex Bình Dương      | 1-3     | Bình Dương   | 27 tháng 7 |
| 24 tháng 3 | Hàng Đẫy     | 2-2     | Hà Nội - ACB            | -    | Halida Thanh Hóa        | 2-0     | Thanh Hóa    | 1 tháng 8  |
| 24 tháng 3 | Quy Nhơn     | 0-0     | Pisico - Bình Định      | -    | Đạm Phú Mỹ Nam Định     | 0-4     | Thiên Trường | 1 tháng 8  |
| 24 tháng 3 | Chi Lăng     | 1-0     | Đà Nẵng                 | -    | Đồng Tháp               | 0-0     | Cao Lãnh     | 1 tháng 8  |
| 24 tháng 3 | Tự Do        | 0-1     | Huda Huế                | -    | Hoàng Anh Gia Lai       | 1-2     | Pleiku       | 1 tháng 8  |
| 24 tháng 3 | Vinh         | 0-0     | TCDK - Sông Lam Nghệ An | -    | Khatoco Khánh Hòa       | 2-1     | Nha Trang    | 1 tháng 8  |
| 25 tháng 3 | Bình Dương   | 4-3     | Becamex Bình Dương      | -    | Đồng Tâm Long An        | 1-1     | Long An      | 1 tháng 8  |
| 25 tháng 3 | Quân khu 7   | 2-0     | TMN. Cảng Sài Gòn       | -    | Hòa Phát Hà Nội         | 1-2     | Hàng Đẫy     | 1 tháng 8  |
| 31 tháng 3 | Hàng Đẫy     | 0-0     | Hòa Phát Hà Nội         | -    | Huda Huế                | 1-2     | Tự Do        | 5 tháng 8  |
| 1 tháng 4  | Thiên Trường | 0-1     | Đạm Phú Mỹ Nam Định     | -    | Hà Nội - ACB            | 1-1     | Hàng Đẫy     | 5 tháng 8  |
| 1 tháng 4  | Long An      | 0-1     | Đồng Tâm Long An        | -    | Halida Thanh Hóa        | 0-2     | Thanh Hóa    | 5 tháng 8  |
| 1 tháng 4  | Quân khu 7   | 2-2     | TMN. Cảng Sài Gòn       | -    | Pisico - Bình Định      | 1-1     | Quy Nhơn     | 5 tháng 8  |
| 1 tháng 4  | Chi Lăng     | 3-1     | Đà Nẵng                 | -    | Becamex Bình Dương      | 0-0     | Bình Dương   | 5 tháng 8  |
| 1 tháng 4  | Cao Lãnh     | 3-3     | Đồng Tháp               | -    | TCDK - Sông Lam Nghệ An | 1-1     | Vinh         | 5 tháng 8  |
| 1 tháng 4  | Pleiku       | 0-3     | Hoàng Anh Gia Lai       | -    | Khatoco Khánh Hòa       | 3-1     | Nha Trang    | 5 tháng 8  |
| 5 tháng 4  | Nha Trang    | 2-1     | Khatoco Khánh Hòa       | -    | Hòa Phát Hà Nội         | 0-2     | Hàng Đẫy     | 8 tháng 8  |
| 7 tháng 4  | Hàng Đẫy     | 0-0     | Hà Nội - ACB            | -    | Đồng Tâm Long An        | 1-2     | Long An      | 8 tháng 8  |
| 8 tháng 4  | Thanh Hóa    | 1-1(1)  | Halida Thanh Hóa        | -    | Đà Nẵng                 | 3-4     | Chi Lăng     | 8 tháng 8  |
| 8 tháng 4  | Thiên Trường | 4-1     | Đạm Phú Mỹ Nam Định     | -    | TMN. Cảng Sài Gòn       | 3-4     | Quân khu 7   | 8 tháng 8  |
| 8 tháng 4  | Quy Nhơn     | 2-0     | Pisico - Bình Định      | -    | Huda Huế                | 2-4     | Tự Do        | 8 tháng 8  |
| 8 tháng 4  | Vinh         | 1-3     | TCDK - Sông Lam Nghệ An | -    | Becamex Bình Dương      | 0-2     | Bình Dương   | 8 tháng 8  |
| 8 tháng 4  | Cao Lãnh     | 0-2     | Đồng Tháp               | -    | Hoàng Anh Gia Lai       | 0-1     | Pleiku       | 8 tháng 8  |
| 14 tháng 4 | Quân khu 7   | 2-1     | TMN. Cảng Sài Gòn       | -    | Hà Nội - ACB            | 1-3     | Hàng Đẫy     | 12 tháng 8 |
| 14 tháng 4 | Tự Do        | 3-2     | Huda Huế                | -    | Đạm Phú Mỹ Nam Định     | 1-2     | Thiên Trường | 12 tháng 8 |
| 14 tháng 4 | Vinh         | 0-1     | TCDK - Sông Lam Nghệ An | -    | Halida Thanh Hóa        | 2-1     | Thanh Hóa    | 12 tháng 8 |
| 14 tháng 4 | Nha Trang    | 1-0     | Khatoco Khánh Hòa       | -    | Pisico - Bình Định      | 0-1     | Quy Nhơn     | 12 tháng 8 |
| 14 tháng 4 | Bình Dương   | 2-1     | Becamex Bình Dương      | -    | Hoàng Anh Gia Lai       | 0-2     | Pleiku       | 12 tháng 8 |
| 14 tháng 4 | Hàng Đẫy     | 2-3     | Hòa Phát Hà Nội         | -    | Đồng Tháp               | 0-0     | Cao Lãnh     | 12 tháng 8 |
| 15 tháng 4 | Chi Lăng     | 2-0     | Đà Nẵng                 | -    | Đồng Tâm Long An        | 0-2     | Long An      | 12 tháng 8 |
| 21 tháng 4 | Long An      | 0-0     | Đồng Tâm Long An        | -    | TCDK - Sông Lam Nghệ An | 4-2     | Vinh         | 18 tháng 8 |
| 21 tháng 4 | Bình Dương   | 1-1     | Becamex Bình Dương      | -    | Hòa Phát Hà Nội         | 1-1     | Hàng Đẫy     | 18 tháng 8 |
| 22 tháng 4 | Hàng Đẫy     | 1-1     | Hà Nội - ACB            | -    | Đà Nẵng                 | 2-2     | Chi Lăng     | 18 tháng 8 |
| 22 tháng 4 | Tự Do        | 1-1     | Huda Huế                | -    | TMN. Cảng Sài Gòn       | 1-4     | Quân khu 7   | 18 tháng 8 |
| 22 tháng 4 | Thiên Trường | 2-1     | Đạm Phú Mỹ Nam Định     | -    | Khatoco Khánh Hòa       | 0-4     | Nha Trang    | 18 tháng 8 |
| 22 tháng 4 | Pleiku       | 2-2     | Hoàng Anh Gia Lai       | -    | Halida Thanh Hóa        | 0-2     | Tự Do(3)     | 18 tháng 8 |
| 22 tháng 4 | Quy Nhơn     | 2-1     | Pisico - Bình Định      | -    | Đồng Tháp               | 4-0     | Cao Lãnh     | 18 tháng 8 |
| 28 tháng 4 | Quân khu 7   | 3-1     | TMN. Cảng Sài Gòn       | -    | Khatoco Khánh Hòa       | 1-1     | Nha Trang    | 26 tháng 8 |
| 28 tháng 4 | Quy Nhơn     | 0-0     | Pisico - Bình Định      | -    | Becamex Bình Dương      | 2-4(4)  | Bình Dương   | 26 tháng 8 |
| 29 tháng 4 | Hàng Đẫy     | 2-1     | Hà Nội - ACB            | -    | Huda Huế                | 3-2     | Tự Do        | 26 tháng 8 |
| 29 tháng 4 | Chi Lăng     | 2-2     | Đà Nẵng                 | -    | TCDK - Sông Lam Nghệ An | 1-1     | Vinh         | 26 tháng 8 |
| 29 tháng 4 | Cao Lãnh     | 0-1     | Đồng Tháp               | -    | Đạm Phú Mỹ Nam Định     | 0-1     | Thiên Trường | 26 tháng 8 |
| 29 tháng 4 | Thanh Hóa    | 2-1     | Halida Thanh Hóa        | -    | Hòa Phát Hà Nội         | 1-2     | Hàng Đẫy     | 26 tháng 8 |
| 29 tháng 4 | Long An      | 3-0     | Đồng Tâm Long An        | -    | Hoàng Anh Gia Lai       | 2-2     | Pleiku       | 25 tháng 8 |
| 4 tháng 5  | Hàng Đẫy     | 1-2     | Hòa Phát Hà Nội         | -    | Đồng Tâm Long An        | 0-4     | Long An      | 31 tháng 8 |
| 5 tháng 5  | Bình Dương   | 3-1     | Becamex Bình Dương      | -    | Đạm Phú Mỹ Nam Định     | 0-1     | Thiên Trường | 1 tháng 9  |
| 6 tháng 5  | Vinh         | 3-0     | TCDK - Sông Lam Nghệ An | -    | Hà Nội - ACB            | 1-1     | Hàng Đẫy     | 1 tháng 9  |
| 6 tháng 5  | Nha Trang    | 0-0     | Khatoco Khánh Hòa       | -    | Huda Huế                | 1-0     | Tự Do        | 1 tháng 9  |
| 6 tháng 5  | Pleiku       | 1-0     | Hoàng Anh Gia Lai       | -    | Đà Nẵng                 | 1-2     | Chi Lăng     | 1 tháng 9  |
| 6 tháng 5  | Quân khu 7   | 0-0     | TMN. Cảng Sài Gòn       | -    | Đồng Tháp               | 3-1     | Cao Lãnh     | 1 tháng 9  |
| 6 tháng 5  | Thanh Hóa    | 2-1     | Halida Thanh Hóa        | -    | Pisico - Bình Định      | 0-0     | Quy Nhơn     | 1 tháng 9  |
| 12 tháng 5 | Hàng Đẫy     | 1-0     | Hà Nội - ACB            | -    | Khatoco Khánh Hòa       | 2-3     | Nha Trang    | 4 tháng 9  |
| 12 tháng 5 | Pleiku       | 2-2     | Hoàng Anh Gia Lai       | -    | TCDK - Sông Lam Nghệ An | 0-3     | Vinh         | 4 tháng 9  |
| 12 tháng 5 | Tự Do        | 1-1     | Huda Huế                | -    | Đồng Tháp               | 2-2     | Cao Lãnh     | 4 tháng 9  |
| 12 tháng 5 | Bình Dương   | 3-1     | Becamex Bình Dương      | -    | TMN. Cảng Sài Gòn       | 1-1     | Quân khu 7   | 4 tháng 9  |
| 12 tháng 5 | Thiên Trường | 0-0     | Đạm Phú Mỹ Nam Định     | -    | Halida Thanh Hóa        | 1-0     | Chi Lăng(3)  | 4 tháng 9  |
| 13 tháng 5 | Quy Nhơn     | 2-1     | Pisico - Bình Định      | -    | Đồng Tâm Long An        | 0-2     | Long An      | 4 tháng 9  |
| 13 tháng 5 | Chi Lăng     | 1-1     | Đà Nẵng                 | -    | Hòa Phát Hà Nội         | 1-3     | Hàng Đẫy     | 4 tháng 9  |
| 19 tháng 5 | Vinh         | 1-2     | TCDK - Sông Lam Nghệ An | -    | Hòa Phát Hà Nội         | 2-2     | Hàng Đẫy     | 16 tháng 9 |
| 19 tháng 5 | Long An      | 3-2     | Đồng Tâm Long An        | -    | Đạm Phú Mỹ Nam Định     | 2-1     | Thiên Trường | 16 tháng 9 |
| 20 tháng 5 | Hàng Đẫy     | 2-1     | Hà Nội - ACB            | -    | Hoàng Anh Gia Lai       | 0-1     | Pleiku       | 16 tháng 9 |
| 20 tháng 5 | Tự Do        | 0-2     | Huda Huế                | -    | Becamex Bình Dương      | 1-3     | Bình Dương   | 16 tháng 9 |
| 20 tháng 5 | Chi Lăng     | 0-2     | Đà Nẵng                 | -    | Pisico - Bình Định      | 1-3     | Quy Nhơn     | 16 tháng 9 |
| 20 tháng 5 | Quân khu 7   | 2-0(2)  | TMN. Cảng Sài Gòn       | -    | Halida Thanh Hóa        | 2-2     | Chi Lăng(3)  | 16 tháng 9 |
| 21 tháng 5 | Cao Lãnh     | 2-1     | Đồng Tháp               | -    | Khatoco Khánh Hòa       | 1-2     | Nha Trang    | 16 tháng 9 |
| 26 tháng 5 | Thiên Trường | 0-0     | Đạm Phú Mỹ Nam Định     | -    | Đà Nẵng                 | 1-1     | Chi Lăng     | 23 tháng 9 |
| 27 tháng 5 | Cao Lãnh     | 3-1     | Đồng Tháp               | -    | Hà Nội - ACB            | 0-1     | Hàng Đẫy     | 23 tháng 9 |
| 27 tháng 5 | Hàng Đẫy     | 1-0     | Hòa Phát Hà Nội         | -    | Hoàng Anh Gia Lai       | 1-6     | Pleiku       | 23 tháng 9 |
| 27 tháng 5 | Nha Trang    | 0-1     | Khatoco Khánh Hòa       | -    | Becamex Bình Dương      | 0-1     | Bình Dương   | 23 tháng 9 |
| 27 tháng 5 | Quy Nhơn     | 0-1     | Pisico - Bình Định      | -    | TCDK - Sông Lam Nghệ An | 1-3     | Vinh         | 23 tháng 9 |
| 27 tháng 5 | Thanh Hóa    | 1-0     | Halida Thanh Hóa        | -    | Huda Huế                | 0-0     | Tự Do        | 23 tháng 9 |
| 28 tháng 5 | Long An      | 2-2     | Đồng Tâm Long An        | -    | TMN. Cảng Sài Gòn       | 2-2     | Quân khu 7   | 23 tháng 9 |

1 Do để khán giả tràn vào sân, Halida Thanh Hóa bị xử thua 0-3 và bị phạt 10 triệu đồng  Lưu trữ ngày 15 tháng 4 năm 2007 tại Wayback Machine
2 Trận đấu dừng lại ở phút thứ 65 vì Cổ động viên đội Halida Thanh Hóa nổi loạn (tỷ số khi dừng trận đấu là 2-0)  Lưu trữ ngày 29 tháng 5 năm 2007 tại Wayback Machine. Ban tổ chức quyết định 2 đội phải đá nốt 25 phút trên sân Chi Lăng ngày 1/6/2007  Lưu trữ ngày 25 tháng 5 năm 2007 tại Wayback Machine. Sau đó Halida Thanh Hoá đã chấp nhận thua 0-2 và không đá lại.
3Sau khi để ra tình trạng cổ động viên đuổi đánh cầu thủ đội khách TCDK-Sông Lam Nghệ An ở lượt trận 20 (ngày 12 tháng 8 năm 2007). Halida Thanh Hoá bị phạt 50 triệu đồng và phải đá 3 trận trên sân trung lập không có khán giả.
4Kết quả trận đấu này đã chính thức đưa Becamex Bình Dương lên ngôi vô địch trước 4 vòng đấu .

## Đấu play-off
Giữa đội xếp thứ 12 giải chuyên nghiệp và đội xếp thứ 3 giải hạng nhất.
| Hòa Phát Hà Nội   | 2–1 | An Giang            |
| ----------------- | --- | ------------------- |
| Williams 20', 87' |     | Alphonse 31' (l.n.) |

## Thống kê mùa giải

### Theo câu lạc bộ
| Nội dung                        | Đội                             | Số lượng |
| ------------------------------- | ------------------------------- | -------- |
| Thắng nhiều nhất                | Bình Dương                      | 16 trận  |
| Thắng ít nhất                   | Đồng Tháp                       | 3 trận   |
| Thua nhiều nhất                 | Huda Huế                        | 14 trận  |
| Thua ít nhất                    | Bình Dương                      | 3 trận   |
| Hoà nhiều nhất                  | Đồng Tháp TCDK Sông Lam Nghệ An | 11 trận  |
| Ghi nhiều bàn nhất              | Bình Dương                      | 46 bàn   |
| Ghi ít bàn nhất                 | Đồng Tháp                       | 21 bàn   |
| Lọt lưới ít bàn nhất            | Bình Dương                      | 22 bàn   |
| Lọt lưới nhiều bàn nhất         | Huda Huế                        | 44 bàn   |
| Ghi nhiều bàn sân nhà nhất      | Bình Dương                      | 29 bàn   |
| Ghi nhiều bàn sân khách nhất    | Đồng Tâm Long An                | 19 bàn   |
| Giành nhiều điểm sân nhà nhất   | Bình Dương                      | 33       |
| Giành nhiều điểm sân khách nhất | Bình Dương                      | 22       |
| Nhận nhiều thẻ đỏ nhất          | Đồng Tâm Long An                | 4        |
| Nhận ít thẻ đỏ nhất             | Hà Nội ACB Huda Huế             | 0        |
| Nhận nhiều thẻ vàng nhất        | Hoà Phát Hà Nội                 | 61       |
| Nhận ít thẻ vàng nhất           | Đồng Tâm Long An Huda Huế       | 34       |

### Theo cầu thủ

#### Cầu thủ ghi bàn hàng đầu
| #  | Họ tên            | Câu lạc bộ                   | Số bàn thắng |
| -- | ----------------- | ---------------------------- | ------------ |
| 1. | Almeida           | Đà Nẵng                      | 16           |
| 2. | Kabanga Tshamala  | Đồng Tâm Long An             | 15           |
| 3. | Elenildo De Jesus | Thép Miền Nam - Cảng Sài Gòn | 14           |
| 4. | Andrew Opara      | Huda Huế                     | 13           |
| 4. | Jonathan Quartey  | Khánh Hòa                    | 13           |
| 4. | Valdiney          | TCDK - Sông Lam Nghệ An      | 13           |
| 7. | Amaobi            | Becamex Bình Dương           | 12           |
| 7. | Antonio Carlos    | Đồng Tâm Long An             | 12           |
| 9. | Jucelio Da Silva  | Hoà Phát Hà Nội              | 11           |
| 9. | Kesley Alves      | Bình Dương                   | 11           |
| 9. | Sarayoot          | Pisico Bình Định             | 11           |

### Kỉ lục

#### Bàn thắng
- Cầu thủ ghi nhiều bàn thắng nhất trong 1 trận đấu: Đình Việt (Hoàng Anh Gia Lai) ghi được 5 bàn trong trận thắng Hoà Phát Hà Nội 6-1 ở vòng đấu cuối cùng
- Trận thắng đậm nhất: Hoàng Anh Gia Lai thắng Hoà Phát Hà Nội 6-1 ở vòng 26.
- Trận hoà có tỉ số cao nhất: Đồng Tháp hòa TCDK.SLNA 3-3 ở vòng 5.

## Tổng số khán giả

### Theo vòng đấu
| Vòng đấu  | Tổng cộng | Trung bình |
| --------- | --------- | ---------- |
| Vòng 1    | 60.500    | 8.643      |
| Vòng 2    | 62.000    | 8.857      |
| Vòng 3    | 59.000    | 8.428      |
| Vòng 4    | 70.000    | 10.000     |
| Vòng 5    | 59.500    | 8.500      |
| Vòng 6    | 64.500    | 9.214      |
| Vòng 7    | 66.500    | 9.500      |
| Vòng 8    | 59.000    | 8.428      |
| Vòng 9    | 52.000    | 7.428      |
| Vòng 10   | 53.500    | 7.642      |
| Vòng 11   | 59.000    | 8.428      |
| Vòng 12   | 37.500    | 5.250      |
| Vòng 13   | 53.500    | 7.642      |
| Vòng 14   | 41.000    | 5.857      |
| Vòng 15   | 41.000    | 5.857      |
| Vòng 16   | 37.000    | 5.286      |
| Vòng 17   | 35.500    | 5.071      |
| Vòng 18   | 38.000    | 5.428      |
| Vòng 19   | 26.500    | 3.785      |
| Vòng 20   | 46.500    | 6.643      |
| Vòng 21   | 19.500    | 2.786      |
| Vòng 22   | 52.500    | 7.500      |
| Vòng 23   | 23.000    | 3.286      |
| Vòng 24   | 13.100    | 1.871      |
| Vòng 25   | 26.500    | 3.786      |
| Vòng 26   | 25.250    | 3.607      |
| Tổng cộng | 1.181.850 | 6.493      |

### Theo câu lạc bộ
| Câu lạc bộ                         | Tổng cộng | Cao nhất | Thấp nhất | Trung bình |
| ---------------------------------- | --------- | -------- | --------- | ---------- |
| Becamex Bình Dương                 | 171.000   | 24.000   | 6.000     | 13.154     |
| Đạm Phú Mỹ Nam Định                | 108.500   | 12.000   | 3.000     | 8.346      |
| Đà Nẵng                            | 96.200    | 18.000   | 1.000     | 7.400      |
| Đồng Tâm Long An                   | 73.500    | 9.000    | 1.000     | 5.654      |
| Đồng Tháp                          | 67.500    | 8.000    | 500       | 5.192      |
| Halida Thanh Hóa                   | 126.000   | 20.000   | 0         | 9.692      |
| Hà Nội ACB                         | 30.000    | 7.000    | 1.000     | 2.308      |
| Hoàng Anh Gia Lai                  | 87.500    | 10.000   | 3.000     | 6.731      |
| Hòa Phát Hà Nội                    | 42.300    | 7.000    | 800       | 3.254      |
| Huda Huế                           | 100.200   | 18.000   | 200       | 7.708      |
| Khatoco Khánh Hoà                  | 90.500    | 9.000    | 1.000     | 6.962      |
| Pisico Bình Định                   | 87.000    | 12.000   | 1.000     | 6.692      |
| Tài chính dầu khí Sông Lam Nghệ An | 64.800    | 9.000    | 800       | 4.985      |
| Thép Miền Nam Cảng Sài Gòn         | 36.850    | 6.000    | 0         | 2.835      |
| Tổng cộng                          | 1.181.850 | 24.000   | 0         | 6.493      |

### Số khán giả cao nhất
| Xếp hạng | Đội nhà            | Tỷ số | Đội khách          | Số khán giả | Ngày                | Sân vận động           |
| -------- | ------------------ | ----- | ------------------ | ----------- | ------------------- | ---------------------- |
| 1        | Becamex Bình Dương | 4–2   | Pisico Bình Định   | 24.000      | 26 tháng 8 năm 2007 | Sân vận động Gò Đậu    |
| 2        | Halida Thanh Hóa   | 1–1   | Đà Nẵng            | 20.000      | 8 tháng 4 năm 2007  | Sân vận động Thanh Hóa |
| 3        | Huda Huế           | 0–1   | Hoàng Anh Gia Lai  | 18.000      | 24 tháng 3 năm 2007 | Sân vận động Tự Do     |
| 3        | Becamex Bình Dương | 4–3   | Đồng Tâm Long An   | 18.000      | 25 tháng 3 năm 2007 | Sân vận động Gò Đậu    |
| 3        | Đà Nẵng            | 3–1   | Becamex Bình Dương | 18.000      | 1 tháng 4 năm 2007  | Sân vận động Chi Lăng  |

## Các giải thưởng
Không có giải thưởng tháng nào được trao, chỉ có giải thưởng chung cuộc vào cuối mùa.
- Vô địch: Becamex Bình Dương
- Á quân: Đồng Tâm Long An
- Hạng ba: Hoàng Anh Gia Lai
- Vua phá lưới:  Almeida (Đà Nẵng) - 16 bàn
- Huấn luyện viên xuất sắc nhất:  Lê Thụy Hải (Becamex Bình Dương)
- Cầu thủ xuất sắc nhất:  Lê Công Vinh (Sông Lam Nghệ An)
- Giải phong cách: Pisico Bình Định
- Câu lạc bộ có cổ động viên tốt nhất: Hội cổ động viên Bóng đá Bình Dương

| Giải bóng đá vô địch quốc gia 2007 Nhà vô địch |
| ---------------------------------------------- |
| Bình Dương Lần thứ nhất                        |